# Рашівка
Ра́шівка — село в Україні, в Миргородському районі Полтавської області. Населення становить 2023 осіб. Входить до складу Лютенської сільської громади. 
Після ліквідації Гадяцького району у липні 2020 року увійшло до Миргородського району.

## Географія
Село Рашівка знаходиться на правому березі річки Псел в місці впадання в неї річки Рашівка вище за течією на відстані 3,5 км розташоване село Саранчова Долина, нижче за течією на відстані 3 км розташоване село Лисівка. Річка в цьому місці звивиста, утворює лимани, стариці і заболочені озера.

## Історія
У XVII-XVIII століттях містечко було центром Рашівської сотні Гадяцького полку.
У XIX — першій чверті XX століття містечко було центром Рашівської волості.
За даними на 1859 рік у власницькому, казеному та козацькому містечку Гадяцького повіту Полтавської губернії мешкало 5279 осіб (1997 чоловічої статі та 2282 — жіночої), налічувалось 497 дворових господарств, існували 2 православні церкви та 3 заводи, відбувалось 2 ярмарки на рік та базари.
Село постраждало внаслідок геноциду українського народу, проведеного окупаційним урядом СССР 1923—1933 та 1946–1947 роках. Під час проведеного радянською владою Голодомору 1932—1933 років померло щонайменше 304 жителі села.
До 2020 року орган місцевого самоврядування — Рашівська сільська рада.

## Населення

### Мова
Розподіл населення за рідною мовою за даними перепису 2001 року:
| Мова            | Кількість | Відсоток |
| --------------- | --------- | -------- |
| українська      | 1947      | 96.24%   |
| російська       | 56        | 2.77%    |
| вірменська      | 10        | 0.49%    |
| білоруська      | 2         | 0.10%    |
| румунська       | 6         | 0.30%    |
| інші/не вказали | 2         | 0.10%    |
| Усього          | 2023      | 100%     |

## Пам'ятки
В центрі села розташована Аптека-музей, в експозиції якого подано понад сотню експонатів, які розповідають про історію розвитку аптекарської справи в селі.
Комплекс будівель земської лікарні, збудованої в 1901 році.
В сільській бібліотеці постійно діє виставка фотографа-документаліста Миколи Галушки (1939-1987)

## Відомі особи
- Василик Людмила Миколаївна  — українська поетеса.
- Галушка Микола Федорович — український фотограф, художник плакатної графіки.
- Залозний Петро Федорович — український мовознавець, педагог, письменник.
- Кириєнко Юрій Володимирович (1982—2014) — сержант ЗСУ, учасник російсько-української війни.
- Кириченко Іван Тимофійович — міністр зв'язку Української РСР, генерал-лейтенант військ зв'язку.
- Кириченко Віта Іванівна (28 січня 1991 ) — автор герба села Рашівка .
- Кириченко Семен Трифонович — перший радянський консул у Львові.
- Кириченко Федір Трифонович — поет та літературознавець.
- Кобізька Наталія Олександрівна — українська актриса театру і кіно.
- Малахута Микола Данилович (1939) — український поет, прозаїк, публіцист.
- Пошивайло Федір Іванович (1885 - 12. 06. 1950, м. Буффало, шт. Нью-Йорк, США) - педагог, літератор
- Васи́ль Ониси́мович Хму́рий (8 лютого 1896 — 27 січня 1940) — український журналіст, мистецтвознавець і театральний критик. Справжнє прізвище — Бутенко.